# Markus Herbrand
Markus Herbrand (nascido em 24 de fevereiro de 1971) é um político alemão. Nascido em Schleiden, Renânia do Norte-Vestfália, ele representa o Partido Democrático Livre (FDP). Markus Herbrand é membro do Bundestag pelo estado da Renânia do Norte-Vestfália desde 2017.

## Vida
Após sete anos como consultor tributário assistente e assistente de auditoria, Herbrand foi aprovado no exame de consultor tributário em 1999. Ele agora trabalha na Renânia do Norte-Vestfália. Herbrand ingressou no FDP em 2002. Nas eleições federais de 2017, Herbrand concorreu ao distrito eleitoral de Euskirchen - Rhein-Erft-Kreis II e ingressou no Bundestag alemão através da lista estadual do FDP em NRW. Ele é membro do Comité de Finanças.